# Pseudonapomyza probata
Pseudonapomyza probata är en tvåvingeart som beskrevs av Spencer 1977. Pseudonapomyza probata ingår i släktet Pseudonapomyza och familjen minerarflugor. Inga underarter finns listade i Catalogue of Life.